# Adam Gilchrist
Adam Craig Gilchrist, Spitzname Gilly oder Church(y), (* 14. November 1971 in Bellingen, New South Wales) ist ein ehemaliger australischer Cricketspieler und Wicket-Keeper der australischen Cricket-Nationalmannschaft. Er gilt als einer der besten Wicketkeeper-Batsmen Allrounder in der Geschichte des Sports. Im Jahr 2002 wurde Gilchrist zu einem der fünf Wisden Cricketers of the Year gewählt.
Sein erstes Test Match für Australien bestritt Gilchrist im November 1999 in Brisbane gegen Pakistan. Er ist nicht nur der zweiterfolgreichste Wicketkeeper in der Geschichte des Test-Cricket, sondern war auch ein gefährlicher Schlagmann, der durch Boundaries sehr schnell Punkte erzielte. So gelang es ihm 2006 in Perth in einem Testmatch gegen England 100 Runs aus nur 57 Bällen zu erzielen, womit er den Weltrekord von Viv Richards (100 Runs aus 56 Bällen) nur knapp verpasste. Insgesamt absolvierte Gilchrist 96 Tests und erzielte dabei 5570 Runs (47,6 Runs pro Wicket). Gilchrist wurde mit der australischen Cricket-Nationalmannschaft dreimal in Folge Weltmeister (1999, 2003 und 2007), was außer ihm nur seinen Mannschaftskameraden Ricky Ponting und Glenn McGrath gelang. Im Endspiel des Cricket World Cup 2007 erzielte er 149 Runs, so viele wie vorher noch nie in einem Finale erzielt wurden. Auf Grund dieser Leistung wurde er zum Spieler des Spiels gewählt. Seit Anfang 2008 spielt er nicht mehr für die australische Cricket-Nationalmannschaft.
Nach seiner internationalen Karriere konzentrierte er sich auf County Cricket für Middlesex und spielte für die Deccan Chargers in der Indian Premier League. Zur Saison 2011 wechselte er zu den Kings XI Punjab. Nach dem Ausscheiden der Mannschaft in der Gruppenphase in der Saison 2012 erklärte er seinen Rücktritt als aktiver Spieler.